# Time 100
Die Time 100 (Eigenschreibung TIME 100) ist eine jährlich vom US-amerikanischen Nachrichtenmagazin Time zusammengestellte Liste der nach Ansicht dieser Zeitschrift einhundert einflussreichsten Persönlichkeiten. Zum ersten Mal wurde 1999 die Liste „People Of The Century“ als Zusammenstellung der „einflussreichsten Persönlichkeiten des 20. Jahrhunderts“ veröffentlicht. Seit 2004 erfolgt die Veröffentlichung jährlich, wobei jeweils zwanzig Persönlichkeiten einer von fünf Kategorien („Führer und Revolutionäre“, „Künstler und Entertainer“, „Macher und Titanen“, „Wissenschaftler und Denker“ sowie „Helden und Ikonen“) zugeordnet werden.

## Persönlichkeiten
Folgende Persönlichkeiten wurden bislang mindestens dreimal aufgeführt (Stand: 2021).
Zwölfmal aufgelistet
- Xi Jinping (2009, 2011–2021)

Elfmal aufgelistet
- Barack Obama (2005, 2007–2016)

Zehnmal aufgelistet
- Hillary Clinton (2004, 2006–2009, 2011, 2012, 2014–2016)
- Oprah Winfrey (20. Jahrhundert, 2004–2011, 2018)

Neunmal aufgelistet
- Angela Merkel (2006, 2007, 2009, 2011, 2012, 2014–2016, 2020)

Achtmal aufgelistet
- Kim Jong-un (2011–2018)

Sechsmal aufgelistet
- Papst Franziskus (2013–2017, 2019)
- Wladimir Putin (2004, 2008, 2014–2017)
- Donald Trump (2016–2021)

Fünfmal aufgelistet
- Jeff Bezos (2008, 2009, 2014, 2017, 2018)
- Steve Jobs (2004, 2005, 2007, 2008, 2010)
- Aung San Suu Kyi (2004, 2008, 2011, 2013, 2016)
- Narendra Modi (2014, 2015, 2017, 2020, 2021)
- Nancy Pelosi (2007, 2010, 2018–2020)

Viermal aufgelistet
- Joe Biden (2011, 2013, 2020, 2021)
- George W. Bush (2004–2006, 2008)
- Bill Clinton (2004–2006, 2010)
- George Clooney (2006–2009)
- Tim Cook (2012, 2015, 2016, 2021)
- James Dimon (2006, 2008, 2009, 2011)
- Recep Tayyip Erdoğan (2004, 2010, 2016, 2017)
- Bill Gates (20. Jahrhundert, 2004–2006)
- Hu Jintao (2004, 2005, 2007, 2008)
- LeBron James (2005, 2013, 2017, 2019)
- Christine Lagarde (2009, 2010, 2012, 2016)
- Elon Musk (2010, 2013, 2018, 2021)
- Benjamin Netanjahu (2011, 2012, 2015, 2019)
- Michelle Obama (2009, 2011, 2013, 2019)
- Condoleezza Rice (2004–2007)
- Elizabeth Warren (2009, 2010, 2015, 2017)
- Mark Zuckerberg (2008, 2011, 2016, 2019)

Dreimal aufgelistet
- Benedikt XVI. (2007, 2009, 2011)
- Warren Buffett (2004, 2007, 2012)
- Catherine, Duchess of Cambridge (2011–2013)
- Mario Draghi (2012, 2013, 2021)
- John Kerry (2004, 2014, 2016)
- Charles Koch (2011, 2014, 2015)
- David H. Koch (2011, 2014, 2015)
- Ma Huateng (2007, 2014, 2018)
- Nelson Mandela (20. Jahrhundert, 2004, 2005)
- Tendzin Gyatsho (14. Dalai Lama) (2004, 2005, 2008)
- Rupert Murdoch (2004, 2005, 2008)
- Naomi Ōsaka (2019–2021)
- Larry Page (2004, 2005, 2011)
- Brad Pitt (2007–2009)
- John Roberts (2006, 2007, 2020)
- Ren Zhengfei (2005, 2013 und 2019)
- Muqtada as-Sadr (2006, 2008, 2011)
- Taylor Swift (2010, 2015, 2019)
- Tiger Woods (2004, 2009, 2019)
- Janet Yellen (2014, 2015, 2017)
- Malala Yousafzai (2013–2015)
- Scarlett Johansson (2021, 2024 und 2025)